# Torneio Pré-Olímpico Sul-Americano Sub-23
O Torneio Pré-Olímpico Sul-Americano de Futebol, desde 1992 também chamado de Torneio Pré-Olímpico Sul-Americano de Futebol Sub-23, é uma competição de Futebol que classifica as seleções da América do Sul para participar do Torneio de Futebol dos Jogos Olímpicos, que ocorre a cada 4 anos desde 1900. Atualmente, participam deste pré-olímpico as 10 equipes pertencentes a CONMEBOL. O Paraguai foi o campeão do Torneio Pré-Olímpico.
O Torneio Pré-Olímpico Sul-Americano de Futebol teve sua primeira edição em 1960. À época, equipes da América do Norte e Central também participavam no torneio.[carece de fontes?] Antes de 1984, apenas jogadores juniores ou não profissionais podiam participar. Em 1987, a competição foi aberta a qualquer jogador, desde que não tivesse jogado na Copa do Mundo - seja uma partida das eliminatórias ou da Copa do Mundo em si.[carece de fontes?] Desde 1992, o Torneio Pré-Olímpico Sul-Americano de Futebol está aberto a jogadores com menos de 23 anos de idade, sem qualquer outra restrição.[carece de fontes?]
Em 24 de maio de 1964, estimou-se que 328 pessoas morreram na tragédia do Estádio Nacional durante a partida entre Argentina e Peru. Em 1992, o único torneio não classificou a seleção brasileira ou argentina para os Jogos Olímpicos de Verão.
De 2007 até 2015, o Torneio Pré-Olímpico Sul-Americano de Futebol deixou de ser disputado devido ao Campeonato Sul-Americano Sub-20 substituí-lo como método de classificação para os Jogos Olímpicos. A partir de 2020 voltou a ser organizado classificando diretamente as duas melhores seleções e indicando a terceira colocada para repescagem.

## Resultados
| 1  | 1960 | Peru      | Argentina | Peru      | Brasil    | México    |
| 2  | 1964 | Peru      | Argentina | Brasil    | Peru      | Colômbia  |
| 3  | 1968 | Colômbia  | Brasil    | Colômbia  | Uruguai   | Paraguai  |
| 4  | 1971 | Colômbia  | Brasil    | Colômbia  | Argentina | Peru      |
| 5  | 1976 | Brasil    | Brasil    | Uruguai   | Argentina | Colômbia  |
| 6  | 1980 | Colômbia  | Argentina | Colômbia  | Peru      | Venezuela |
| 7  | 1984 | Equador   | Brasil    | Chile     | Paraguai  | Equador   |
| 8  | 1987 | Bolívia   | Brasil    | Argentina | Bolívia   | Colômbia  |
| 9  | 1992 | Paraguai  | Paraguai  | Colômbia  | Uruguai   | Equador   |
| 10 | 1996 | Argentina | Brasil    | Argentina | Uruguai   | Venezuela |
| 11 | 2000 | Brasil    | Brasil    | Chile     | Argentina | Uruguai   |
| 12 | 2004 | Chile     | Argentina | Paraguai  | Brasil    | Chile     |
| 13 | 2020 | Colômbia  | Argentina | Brasil    | Uruguai   | Colômbia  |
| 14 | 2024 | Venezuela | Paraguai  | Argentina | Brasil    | Venezuela |

## Performance por equipe
| Equipe    | Títulos                                        | Vices                         | Terceiro                   | Quarto                     |
| --------- | ---------------------------------------------- | ----------------------------- | -------------------------- | -------------------------- |
| Brasil    | 7 (1968, 1971, 19761, 1984, 1987, 1996, 20001) | 2 (1964, 2020)                | 3 (1960, 2004, 2024)       |                            |
| Argentina | 5 (1960, 1964, 1980, 2004, 2020)               | 3 (1987, 19961, 2024)         | 3 (1971, 1976, 2000)       |                            |
| Paraguai  | 2 (19921, 2024)                                | 1 (2004)                      | 1 (1984)                   | 1 (1968)                   |
| Colômbia  |                                                | 4 (19681, 19711, 19801, 1992) |                            | 4 (1964, 1976, 1987, 2020) |
| Chile     |                                                | 2 (1984, 2000)                |                            | 1 (20041)                  |
| Uruguai   |                                                | 1 (1976)                      | 4 (1968, 1992, 1996, 2020) | 1 (2000)                   |
| Peru      |                                                | 1 (19601)                     | 2 (19641, 1980)            | 1 (1971)                   |
| Bolívia   |                                                |                               | 1 (19871)                  |                            |
| Venezuela |                                                |                               |                            | 3 (1980, 1996, 2024)       |
| Equador   |                                                |                               |                            | 2 (19841, 1992)            |
| México    |                                                |                               |                            | 1 (1960)                   |

1Anfitrião